# Ismail Kemali

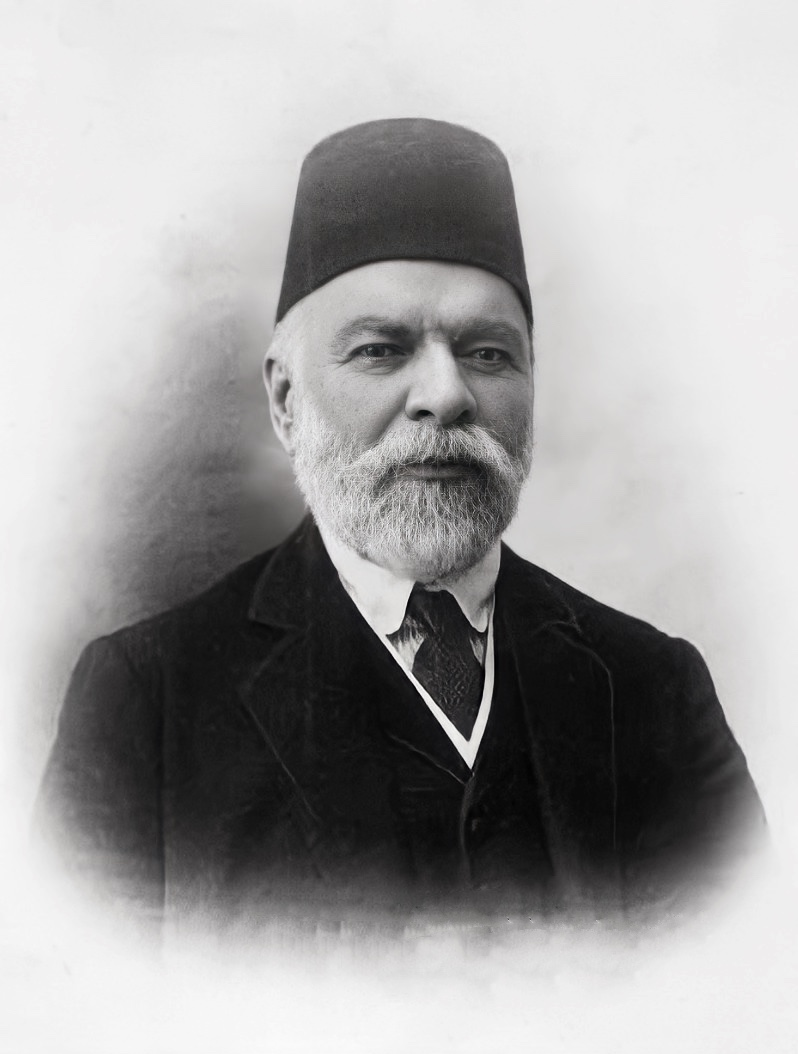
Ismail Kemali

Ismail Kemali albánsky Ismail Qemali; turecky İsmail Kemal Bey (16. leden 1844, Vlora - 24. leden 1919, Perugia) byl albánský politik, vůdce albánského národního hnutí, zakladatel nezávislého albánského státu, jeho první prezident i premiér.

## Život
Narodil se do šlechtické rodiny. Po dokončení základního vzdělání ve svém rodném městě a absolvování gymnázia Zosimea v Janině se v roce 1859 přestěhoval do Konstantinopole, kde zahájil kariéru osmanského úředníka. Byl guvernérem několika měst na Balkáně, když podporoval liberálního předsedu vlády Midhata pašu a těšil se jeho přízni. Během této doby se podílel na úsilí o standardizaci albánské abecedy a oživení albánského kulturního života.
Roku 1877 však osmanský sultán Abdulhamid II. zbavil Midhata vlády, čímž ztratil své pozice i Ismail. Byl poslán do exilu v západní Anatolii, později byl omilostněn a jmenován guvernérem Bejrútu. Nicméně jeho liberální názory ho znovu připravily o sultánovu přízeň, takže v květnu 1900 Ismail vstoupil na jachtu britského velvyslance a požádal o politický azyl. Dalších osm let žil v exilu.
V lednu 1907 byla podepsána tajná dohoda mezi Kemalim, nyní již neformálním vůdcem albánského národního hnutí, a řeckou vládou, podle níž Albánci s Řeky vytvářeli alianci proti Osmanské říši. Dohodnuty byly i budoucí řecko-albánské hranice. Dohoda s Řeky byla vedena především snahou oslabit roli Bulharů na Balkáně.
Roku 1908 však v Osmanské říši vypukla mladoturecká revoluce, po níž nastaly politické změny. I Kemali se vrátil do Turecka a zasedl v obnoveném osmanském parlamentu. V roce 1909 začal proti mladoturkům sílit tlak konzervativních sil. V chaotické situaci se Kemali dokonce nakrátko stal předsedou osmanského parlamentu, ale již druhý den musel z Konstantinopolu uprchnout. Po porážce mladoturků viděl Kemali pro svou zem již jedinou cestu – nezávislost. Byť existují názory, že si nechával otevřenu i cestu pro albánsko-řeckou unii.
V roce 1911 začalo albánské povstání. Zlomovým se stalo setkání aktivistů ve vesnici Gerče v Černé Hoře dne 23. června. Kemali se svými podporovateli zde sepsali tzv. Gerčské memorandum (někdy označované jako Červená kniha, kvůli barvě desek, do nichž bylo uloženo). Byly v něm formulovány národní požadavky jak vůči Osmanské říši, tak vůči Velké Británii, která se na Balkáně dosti angažovala.
Dne 28. listopadu 1912 Kemali vyhlásil nezávislost Albánie, a ukončil tak pětisetletou vládu Turků nad albánským územím. Významným symbolickým momentem bylo, když spolu s Luigj Gurakuqim vyvěsil vlajku na balkoně dvoupatrové budovy ve Vloře, kde byla právě podepsána Deklarace nezávislosti. Dne 4. prosince 1912 ve Vloře vznikla též prozatímní vláda, do jejíhož čela se postavil Kemali a stál v něm do roku 1914. Zároveň vykonával i funkci „hlavy státu“ (de facto prezidenta) a ministra zahraničí. Vyhlášení albánské nezávislosti proběhlo na pozadí první balkánské války, jež Osmanskou říši notně oslabila.
V období 1912-1914 musel Kemali řešit především nástup proosmanských monarchistických sil v Albánii. V listopadu 1913 tyto síly nabídly albánský trůn osmanskému ministrovi války Izzetu Pašovi, který byl albánského původu. Osmanská říše vyslala do Albánie agenty, aby zorganizovali vzpouru v Izzetův prospěch. Vzpouru vedl etnický Albánec Beqir Grebenali, mezinárodní společenství však podporovalo více Kemaliho. Složitou hru ukončilo vypuknutí první světové války roku 1914.
Během války žil Kemali v exilu v Paříži. Psal své paměti a i přes nedostatek finančních zdrojů se snažil vést kampaň ve prospěch poválečné nezávislé Albánie. V roce 1918 Kemali odcestoval do Itálie, kde chtěl zajistit svému řešení italskou podporu. Italská vláda ho však nepřijala dobře a byl de facto uvězněn v hotelu v Perugii, k jeho velkému rozhořčení. Velmi brzy v tomto hotelu zemřel na infarkt. Po obnovení albánské nezávislosti bylo jeho tělo slavnostně převezeno do Vlory a byl pohřben na místním hřbitově Tekke.
V letech 1992-1996 byl Kemali znázorněn na albánské bankovce v hodnotě 200 leků, od roku 1996 pak na bankovce pětisetlekové.